# Благотворительное общество Мухаммада Али
Благотворительное общество Мухаммада Али (араб. مبرة محمد علي‎) — благотворительная женская организация в Африке.
Общество основано в Каире в 1909 году и покровительствовало больницам Египта.

## История
Благотворительное общество Мухаммада Али было основано в 1909 году и финансировалось принцессой Айн аль Хаят Рифаат из династии Мухаммада Али. Общество создавалось с целью оказания помощи беднейшему населению. В том же году под покровительством организации заработала больница в Абдине, бедном районе Каира. Основными членами общества были матери-мусульманки. К 1952 году общество начали назвать «Мабаррат».

## Руководство
Принцесса оговорила, что президентом организации всегда должна быть династическая принцесса, а все члены комитета должны быть женщинами.  Обществом совместно руководили две аристократки: мусульманка Хидая Афифи Баракат (1899–1969 гг) и христианка Мэри Халил (1889–1979 гг).

## Ликвидация
Общество пережило революцию 1952 года, когда многие независимые организации были закрыты. Общество прекратило своё существование и его больницы были национализированы в 1964 году. К этому времени больницы оказали помощь 13 миллионам женщин.